# Yashpal Sharma
Yashpal Sharma (ur. 9 sierpnia 1970 w Hisar w stanie Haryana) – indyjski aktor. Sławny ze swojej roli Randhira Singha w filmie Sudhir Mishraa z 2003 roku Hazaaron Khwaishein Aisi.

## Filmografia

### Hindi
- Aaja Nachle 2007
- Benaam 2007
- Khanna & Iyer 2007
- Anwar 2007 – S.P. Tiwari
- Risk 2007 – Arbaaz Bin Jamal
- Bas Ek Pal 2006 – Swamy
- Apaharan (2005) – Gaya Singh
- Yahaan 2005 – Shakil Ahmed
- D (2005) – Shabbir
- Kisna (2005) – Shankar Singh
- Amu 2005 – Gobind
- Dhadkanein (2005)
- Asambhav (2004) – Randit Parmar
- Ab Tak Chhappan (2004) – inspektor Imtiaz Siiddiqui
- Piękna kurtyzana (2003) – oficer policji K.P. Singh
- Hazaaron Khwaishein Aisi (2003) – Randhir Singh
- Dhoop 2003 – Inspector Ram Singh Malik
- Gangaajal (2003) – Sunder Yadav
- Mumbai Se Aaya Mera Dost 2003 – Rudra Pratap Singh
- Dum 2003 – Babu Kasai
- Gunaah 2002 – Parshuram
- Amma (film) 2002 – Raghunath
- Aalavandhan 2001 – terrorysta Gul
- Lagaan: Dawno temu w Indiach 2001 – Lakha
- Avgat 2001 – inspektor A. Tadlapurkar
- Mujhe Kucch Kehna Hai 2001 – Batsman/szef gangu
- Pukar 2000 – major Katar Singh
- Bawandar 2000 – Sarju
- Shool 1999 – Lalan Singh
- Arjun Pandit 1999 – Shiva
- Samar 1999
- Hazaar Chaurasi Ki Maa  (1998) – Laltu (kumpel Brati)
- Zindagi Ek Juaa 1992 – Kaalia

### Telugu
- Lakshyam (2007) – Shankar